# Geum
El Geum es un género de cerca de 50 especies de plantas herbáceas perennes de la familia Rosaceae, natural de Europa, Asia, América, África y Nueva Zelanda. Están relacionadas con los géneros Potentilla y Fragaria.

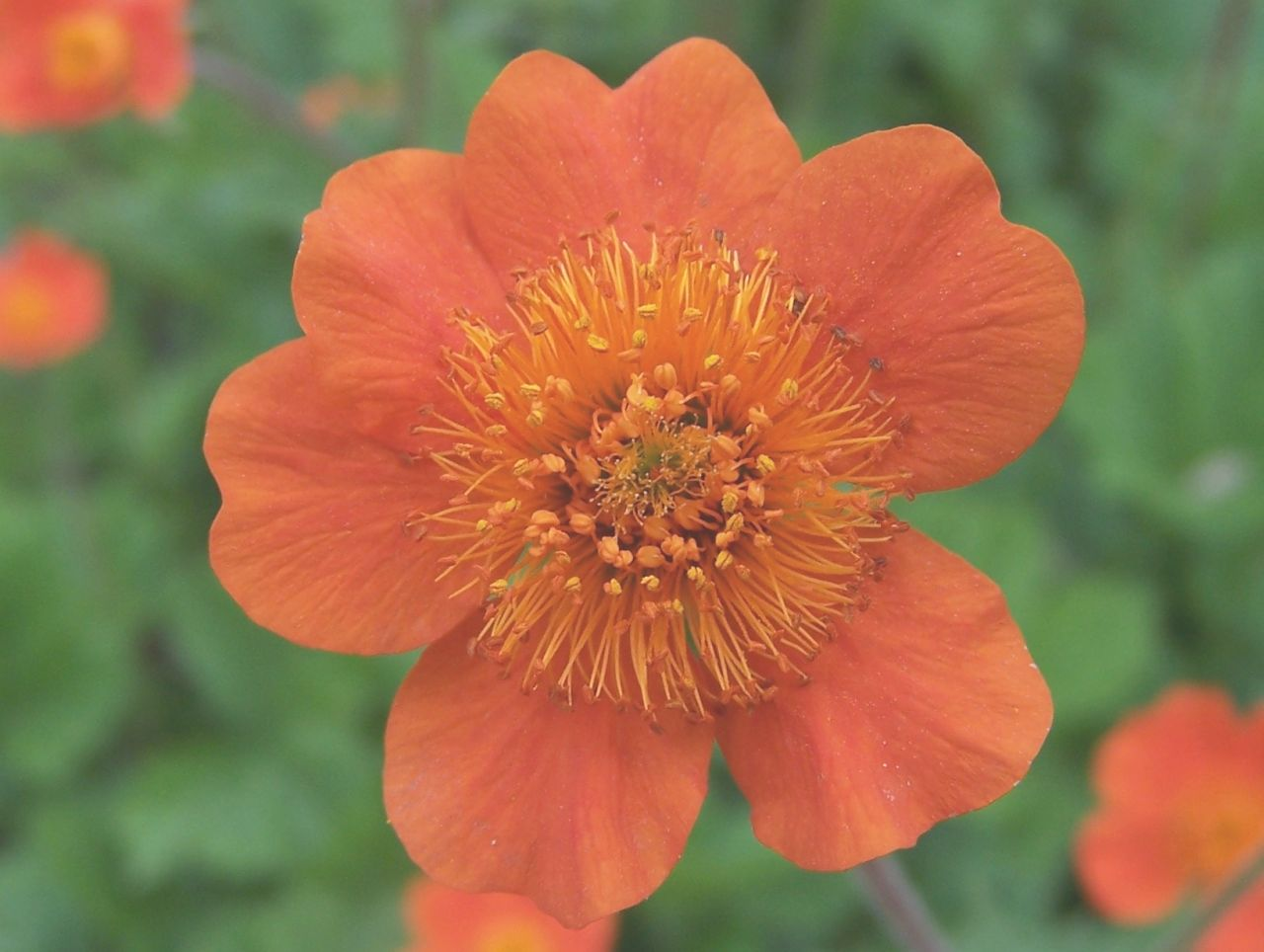
Geum coccineum.

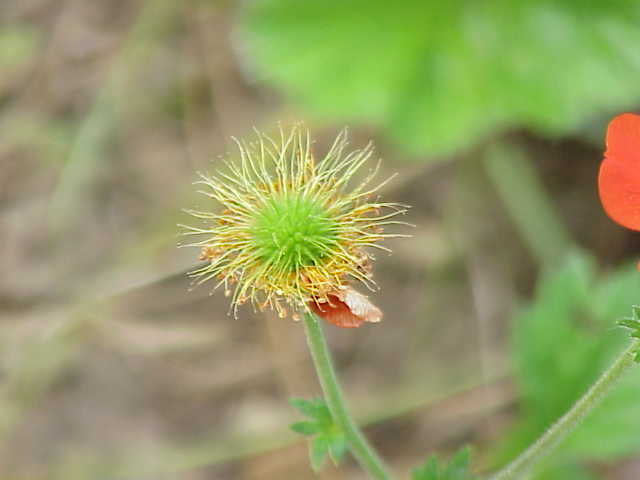
Geum coccineum.

## Taxonomía
Geum fue descrita por Carlos Linneo y publicado en Species Plantarum 1: 500–501, en el año 1753. La especie tipo es: Geum urbanum L. 
Etimología
Geum: nombre genérico que deriva del latín: gaeum(geum) = nombre de una planta, en Plinio el Viejo, con finas raíces negras y de buen olor, que se ha supuesto era la hierba de San Benito (Geum urbanum L.)

## Especies principales
| - Geum aleppicum - Geum bulgaricum - Geum calthifolium - Geum canadense - Geum chiloense - Geum coccineum - Geum elatum - Geum heterocarpum - Geum hispidum - Geum japonicum - Geum leiospermum - Geum macrophyllum - Geum molle - Geum montanum - cariofilada montana - Geum parviflorum | - Geum peckii - Geum pentapetalum - Geum pyrenaicum - Geum quellyon - Geum reptans - Geum rhodopeum - Geum rivale - Geum rosii - Geum sikkinemse - Geum sylvaticum - Geum triflorium - Geum turbinatum - Geum uniflorum - Geum urbanum - Geum virginianum |

## Sinonimia
| - Parageum Nakai et H.Hara - Sieversia Willd. - Acomastylis Greene - Erythrocoma Greene | - Oncostylus (Schltdl.) Bolle - Oreogeum (Ser.) E.I.Golubk. - Taihangia T.T.Yu et C.L.Li |